# Metzger (Oregon)
Metzger – jednostka osadnicza w Stanach Zjednoczonych, w stanie Oregon, w hrabstwie Washington.